# Геологія Республіки Конго
Геологія Республіки Конго
Територія Республіки Конго розташована в центр. частині Африканської платформи.
Кристалічний фундамент представлений гранітизованими серіями двослюдяних гнейсів, кристалічних сланців, кварцитів і амфіболітів з великими полями граніто-гнейсів архейської доби, а також кварцитами, сланцями і амфіболітами ниж. протерозою, локально мігматизованими і метаморфізованими до гнейсів, прорваними тілами гранітів, кварцових порфірів і пегматитів.
Породи фундаменту виходять на поверхню в масивах Майомбе на заході країни, Шайю в центр. частині К. і Півн.-Габонському на кордоні з Камеруном. З кристалічним фундаментом К. пов'язані родов. залізних руд.
Вздовж східного краю масиву Майомбе протягається пізньопротерозойський авлакоген Зах. Конго, виконаний слабкометаморфізованими теригенними відкладами надсерії Бамба і залеглими вище карбонатно-теригенними відкладами з двома потужними горизонтами тилітів надсерії Зах. Конго.
Інтенсивність складчастості порід авлакогену зростає на захід, де спостерігаються насуви, спрямовані на схід. До порід надсерії Зах. Конго приурочені родов. руд свинцю, цинку та міді, а також непромислова сингенетична сульфідна мінералізація стратиформного типу.
На півн.-заході країни розвинені пологі шари протерозойських кварцитів, пісковики, вапняки, сланці і конґломерати серії Сембе-Уесо, прорвані згідними тілами протерозойських долеритів і гранітів.
Центр. і півн. частини К. займає синекліза Конго, виконана крейдовими континентальними аргілітами і пісковиками, палеоцен-плейстоценовим строкатокольоровим супіском і пісковиками, сучасними алювіальними відкладами.
У периокеанічній западині Ниж. Конго поширені соленосні, мергелисто-вапнякові і теригенні відклади крейди, гравійно-піщано-глинисті відклади пліоцену і плейстоцену, сучасні алювіальні та пляжні піски. Тут локалізуються родов. нафти і природного газу, калійних солей, фосфоритів, бітумінозних пісковиків і асфальтитів.
До порід осадового чохла приурочені також розсипні родов. і рудопрояви золота, олова, вольфраму, тантало-ніобатів і алмазів.